# AS Etoile Matoury
El AS Etoile Matoury es un equipo de fútbol de Guayana Francesa que juega en el Campeonato Nacional de la Guayana Francesa, la primera división nacional.

## Historia
Fue fundado en el año 2014 en la ciudad de Matoury como participante de la segunda categoría, logrando ese año el subcampeonato de la categoría y logrado el ascenso a la primera división en su primer intento. En los siguientes años pasó a ser un equipo de mitad de tabla y en su primera temporada en primera división llega a la final de la Copa de Guayana Francesa donde es derrotado por el US Matoury, equipo de la misma ciudad.
En la temporada 2017/18 logra el subcampeonato y logra ganar su primer título importante como campeón de copa venciendo en la final al ASC Remire, volviendo a ser campeón al año siguiente venciendo al ASC Agouado.
En la temporada 2022/23 es campeón nacional por primera vez, y con ello la clasificación a la CONCACAF Caribbean Club Shield 2023 donde no superó la fase de grupos.

## Palmarés
- Campeonato Nacional de la Guayana Francesa: 2

2022/23, 2023/24
- Copa de Guayana Francesa: 2

2017/18, 2018/19

## Participación en competiciones de la Concacaf
| Temporada | Torneo                         | Ronda          | Club         | Casa | Visita | Global    |
| --------- | ------------------------------ | -------------- | ------------ | ---- | ------ | --------- |
| 2023      | CONCACAF Caribbean Club Shield | Fase de grupos | B1 FC        | 4-0  | 4-0    | 2.º lugar |
| 2023      | CONCACAF Caribbean Club Shield | Fase de grupos | O&M FC       | 2-1  | 2-1    | 2.º lugar |
| 2023      | CONCACAF Caribbean Club Shield | Fase de grupos | SV Robinhood | 2-4  | 2-4    | 2.º lugar |